# گروزوو
گروزوو (به لهستانی:  Grodzewo) یک روستا در لهستان است که در گمینا شرم واقع شده‌است.
 گروزوو  ۸۰ نفر جمعیت دارد.